# مازن احمد الحذیفی
مازن احمد الحذیفی (انگلیسی: Mazin Ahmed Al-Huthayfi؛ زادهٔ ۲ فوریهٔ ۱۹۸۵) یک ورزشکار اهل عربستان سعودی است.

## باشگاهی
از باشگاه‌هایی که در آن بازی کرده‌است می‌توان به باشگاه فوتبال الاتحاد، باشگاه فوتبال استاینز تاون، باشگاه فوتبال همپتون و ریچموند بورو، باشگاه فوتبال فورتونا دوسلدورف و باشگاه فوتبال پورتسموث اشاره کرد.